# أبو الحسن المصري
وهو أبو الحسن علي بن محمد بن أحمد بن الحسن الواعظ المعروف بالمصري، ولد في بغداد في شهر محرم عام 251 هـ، الموافق عام 865م، وسافرإلى مصر، وأقام فيها مدة طويلة، ثم رجع إلى بغداد فعرف بالمصري، ولقد سمع الحديث ورواه: عن أحمد بن عبيد بن ناصح، وعبد الله بن الحسن الهاشمي، ومحمد بن أبي العوام الرياحي، وابي إسماعيل الترمذي، وعبد الله بن أحمد الدورقي ، وغيرهم من البغداديين.
وسمع في مصر: من مالك بن يحيى بن مالك، وعبد الله بن محمد ابن أبي مريم، وأبي يزيد القؤاطيسي، وسلمان بن شعيب الكيساني، وعبد الملك بن يحيى بن بكير، ومقدام بن داود، وخير بن عرفة، ويحيى بن أيوب العلافي وأمثالهم.
وروى عنه: محمد بن إسماعيل الوراق، ومحمد بن المظفر، والدارقطني، ومحمد بن فارس الغوري، وأحمد بن محمد ابن دوست، وأبو الحسن بن رزقويه، وأبو القاسم الحصري، وأبو الحسين بن بشران.
كان أبو الحسن ثقة أميناً عارفاً، جمع حديث الليث بن سعد وابن لهيعة، وصنف كتباً كثيرة في الزهد، وكان له مجلس يتكلم فيه بلسان الواعـظ.
قال الأزهري: إن أبا الحسن المصري كان يحضر مجلس وعظه الرجال والنساء، وكان يجعل على وجهه برقعاً، تخوفاً أن يفتتن به النساء من حسن وجهه.، 

## وفاته
توفي يوم الأحد لتسع ليال بقين من ذي القعدة عام 338 هـ/ 949م، ودفن في مقبرة الخيزران وله سبع وثمانون عاماً.